# Москаленко Олег Петрович
Олег Петрович Москаленко (нар. 11 серпня 1989, м. Жагань, Польща) — український актор театру і кіно. Неофіційно вважається новим секс-символом українського кіно

## Життєпис
Олег Москаленко народився 1989 року в місті Жагань (Польща), де тимчасово жили батьки.
Дитинство і юність провів на Черкащині. Під час навчання у школі мріяв бути програмістом, а після її закінчення працював торговим агентом, продавцем у «Макдональдсі», баристою у кафе.
У 2014 році закінчив Київського національного університету театру, кіно і телебачення імені Івана Карпенка-Карого за спеціальністю «актор драматичного театру і кіно» (майстерня Дмитра Богомазова).

## Творчість
З 2015 року Олег Москаленко  — актор Київського Молодого театру.
У кіно знімається з 2014 року. Але популярність прийшла, коли зіграв головну роль у фільмі «Дике поле»

### Ролі в кіно
- 2020 — Тінь зірки (у виробництві) — Ігор
- 2020 — Подаруй мені щастя — Михайло Клинов — (головна роль)
- 2019 — Чорний ворон — Гальперович
- 2019 — Таємниці — Іван Грищук в молодості
- 2019 — Схованки — Паша Мєшков
- 2019 — Пес-5 — Ігор (1-ша серія «Доставка»)
- 2019 — Несолодка пропозиція — Ігор
- 2018 — Дике поле — Герман[2]
- 2018 — Доля обміну не підлягає — епізод
- 2018 — Родинні зв'язки — Максим, адвокат
- 2018 — Обман — Дімон Шустіков, приятель Миті, хакер
- 2018 — Повернення до себе — Стас
- 2018 — Акварелі — Макс Дікульов, приятель Ігоря
- 2017 — Фахівці — Олег Святкевич
- 2017 — Невиправні — Олег
- 2017 — Жіночий лікар-3 — Іван Степанюк, цитогенетик
- 2017 — Все ще буде — Андрій, плавець
- 2016 — Випадкових зустрічей не буває — Дмитро Олегович, адвокат Олени
- 2016 — Підкидьки — поліцейський
- 2016 — Пес-2 — Олександр Матвєєв (Рожевий), грабіжник (6-а серія «Старий товариш)»
- 2016 — Одинак 
- 2016 — На лінії життя — Роман Челноков, жених Юлі
- 2016 — Ласкаво просимо на Канари — епізод
- 2015 — Останній яничар — Осип
- 2015 — Безсмертник — водій Віри
- 2014 — 2016 — Світло і тінь маяка — Іван Рижов
- 2014 — Пошук | Search, The (Франція) — російський офіцер
- 2014 — Мажор — Майк

### Ролі в театрі
Київський театр драми і комедії на лівому березі Дніпра
- Жан — «Фрекен Жюлі», А. Стріндберга (реж. Юлія Першута)

Київський академічний Молодий театр
- SECOND LOVE — Сергій
- Жара — Віталій
- Зачарований — Гнат / Омелько
- Красуня і чудовисько — принц (чудовисько)
- Місто сонця — доктор Хердал
- Попіл — Давид
- Різня — Ален Рей
- Саломея — молодий сірієць, кат
- Шепіт вбивці — Джозеф Евенс
- Шинель — мешканці міста, чиновники департаменту

## Нагороди
- Лауреат національної кінопремії «Золота дзиґа» (2019).

## Родина
- Дружина Катерина Вишнева, актриса Київського академічного Молодого театру
- донька Варвара[2]